# Championnats d'Asie d'escrime 2012
Navigation
Édition précédente Édition suivante
Les 16es championnats d'Asie d'escrime se déroulent à Wakayama au Japon du 22 au 27 avril 2012.

## Médaillés
| Épreuves                               | Or                                                                          | Argent                                                                                | Bronze |
| -------------------------------------- | --------------------------------------------------------------------------- | ------------------------------------------------------------------------------------- | --- |
| Épée                                   |                                                                             |                                                                                       | |
| Hommes individuel résultats détaillés  | Jung Jin-sun                                                                | Elmir Alimzhanov                                                                      | Li Guojie Zhang Chengjie |
| Hommes par équipes résultats détaillés | Corée du Sud- An Sung-ho - Jung Jin-sun - Kweon Young-jun - Park Kyoung-doo | Kazakhstan- Dmitriy Aleksanin - Elmir Alimzhanov - Dmitriy Gryaznov - Ruslan Kurbanov | Chine- Jiao Yunlong - Li Guojie - Li Zhen - Zhang Chengjie Japon- Inochi Itō - Naoyuki Kitamura - Kazuyasu Minobe - Shogo Nishida                   |
| Femmes individuel résultats détaillés  | Shin A-lam                                                                  | Sun Yujie                                                                             | Choi In-jeong Xu Anqi |
| Femmes par équipes résultats détaillés | Chine- Li Na - Luo Xiaojuan - Sun Yujie - Xu Anqi                           | Corée du Sud- Choi Eun-sook - Choi In-jeong - Jung Hyo-jung - Shin A-lam              | Hong Kong- Bjork Cheng - Ma Cheuk Kwan - Yeung Chui Ling - Yeung Hiu Kwan Japon- Kozue Horikawa - Miho Morioka - Nozomi Nakano - Ayaka Shimookawa   |
| Fleuret                                |                                                                             |                                                                                       | |
| Hommes individuel résultats détaillés  | Lei Sheng                                                                   | Huang Liangcai                                                                        | Ryō Miyake Yūki Ōta |
| Hommes par équipes résultats détaillés | Corée du Sud- Choi Byung-chul - Ha Tae-gyu - Heo Jun - Kim Hyo-gon          | Chine- Huang Liangcai - Lei Sheng - Ma Jianfei - Zhu Jun                              | Hong Kong- Cheung Siu Lun - Nicholas Choi - Kevin Ngan - Yeung Chi Ka Japon- Suguru Awaji - Kenta Chida - Ryo Miyake - Yūki Ōta                     |
| Femmes individuel résultats détaillés  | Nam Hyun-hee                                                                | Jung Gil-ok                                                                           | Chen Jinyan Oh Ha-na |
| Femmes par équipes résultats détaillés | Chine- Chen Jinyan - Le Huilin - Liu Yongshi - Shi Yun                      | Corée du Sud- Jeon Hee-sook - Jung Gil-ok - Nam Hyun-hee - Oh Ha-na                   | Japon- Kyomi Hirata - Kanae Ikehata - Chieko Sugawara - Chie Yoshizawa Viêt Nam- Nguyễn Thị Hoài Thu - Nguyễn Thị Nguyệt - Nguyễn Thị Tươi          |
| Sabre                                  |                                                                             |                                                                                       | |
| Hommes individuel résultats détaillés  | Gu Bon-gil                                                                  | Won Woo-young                                                                         | Kim Jung-hwan Zhong Man |
| Hommes par équipes résultats détaillés | Chine- Jiang Kelü - Liu Xiao - Wang Jingzhi - Zhong Man                     | Corée du Sud- Gu Bon-gil - Kim Jung-hwan - Oh Eun-seok - Won Woo-young                | Hong Kong- Cyrus Chang - Chow Chak Man - Lam Hin Chung - Low Ho Tin Iran- Mojtaba Abedini - Mohammad Fotouhi - Ali Pakdaman - Hamid Reza Taherkhani |
| Femmes individuel résultats détaillés  | Yoon Ji-su                                                                  | Zhu Min                                                                               | Lee Ra-jin Tamara Pochekutova |
| Femmes par équipes résultats détaillés | Corée du Sud- Kim A-ra - Kim Ji-yeon - Lee Ra-jin - Yoon Ji-su              | Chine- Chen Xiaodong - Li Fei - Liu Shan - Zhu Min                                    | Japon- Maho Hamada - Mika Kumagai - Seira Nakayama - Chizuru Oginezawa Kazakhstan- Tamara Pochekutova - Tatyana Prikhodko - Yuliya Zhivitsa         |

## Tableau des médailles
| Rang  | Nation       | Or | Argent | Bronze | Total |
| ----- | ------------ | -- | ------ | ------ | ----- |
| 1     | Corée du Sud | 8  | 5      | 4      | 17    |
| 2     | Chine        | 4  | 5      | 6      | 15    |
| 3     | Kazakhstan   | 0  | 2      | 2      | 4     |
| 4     | Japon        | 0  | 0      | 7      | 7     |
| 5     | Hong Kong    | 0  | 0      | 3      | 3     |
| 6     | Iran         | 0  | 0      | 1      | 1     |
| 6     | Viêt Nam     | 0  | 0      | 1      | 1     |
| Total | Total        | 12 | 12     | 24     | 48    |